# Ambasadori
Ambasadori (Servisch: Амбасадори) was een Joegoslavische muziekgroep. 

## Biografie
Ambasadori werd in 1968 opgericht in Sarajevo door twee leden van het Joegoslavisch Volksleger. In 1975 scoorde men met Zemljo moja een eerste grote hit. De groep is vooral bekend vanwege diens deelname aan het Eurovisiesongfestival 1976 in Den Haag. Met het nummer Ne mogu skriti svoj bol eindigde Joegoslavië op de zeventiende en voorlaatste plaats. In 1980 hield de groep op te bestaan.